# Кошкин, Валерий Васильевич
Валерий Васильевич Кошкин (род. 23 октября 1961) — спортсмен-ведущий сборной команды России по лыжным гонкам и биатлону по спорту слепых. Лидер Татьяны Ильюченко на зимних Паралимпийских играх 2010 года в Ванкувере. Бронзовый призёр Паралимпиады. Заслуженный мастер спорта России по лыжным гонкам (спорт слепых). Награждён Медалью ордена «За заслуги перед Отечеством 1 степени».
Первым пронёс Олимпийский факел 2014 по городу Барнаулу.

## Награды
- Медаль ордена «За заслуги перед Отечеством 1 степени» (26 марта 2010) — за большой вклад в развитие физической культуры и спорта, высокие спортивные достижения на X Паралимпийских зимних играх 2010 года в городе Ванкувере (Канада).[3]